# Copiula obsti
Copiula obsti es una especie  de anfibios de la familia Microhylidae.

## Distribución geográfica
Se encuentra en Nueva Guinea.

## Estado de conservación
Se encuentra amenazada de extinción por la pérdida de su hábitat natural.